# Tom Turpin
Thomas (Tom) Turpin (* 18. Juni 1873 in Savannah, Georgia; † 13. August 1922 in St. Louis (Missouri)) war US-amerikanischer Ragtime-Pianist und Komponist.

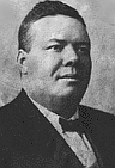
Tom Turpin um 1900

Turpin wurde 1873 als zweiter Sohn von John und Lulu Turpin geboren. Er brachte sich das Klavierspielen selbst bei. Thomas Turpin ist ein Ragtimepionier, der in der Heimatstadt des Ragtime, St. Louis, lebte und arbeitete. Tom und sein älterer Bruder Charles (Charlie) kauften sich 1885 eine Goldmine im US-Bundesstaat Nevada, wurden aber nach schwacher Ausbeute gezwungen, nach St. Louis zurückzukehren. 1897 veröffentlichte Turpin den nach eigenem Stil komponierten Harlem Rag.
Turpin eröffnete 1900 das Lokal „The Rosebud Cafe“ in der Nähe des Straßenbahndepots von St. Louis. Viele bekannte Ragtime-Pianisten trafen sich dort. Scott Joplin schrieb hier einige seiner Werke. Tom Turpin und sein Bruder Charlie leiteten zudem das Booker T. Washington Theatre, dort traten neben Turpin Joe Jordan und Artie Matthews auf, in der späteren Blues-Ära auch Bessie Smith, Ethel Waters und Josephine Baker, deren Karriere dort begann. Die Turpin-Brüder wurden die ersten farbigen Politiker, die Spielsalons, Tanzsäle und Bordelle betrieben. Für den Musiker Turpin musste das Klavier auf Holzklötze gestellt werden, da er wegen seines Bauchumfanges nur im Stehen die ganze Klaviatur spielen konnte. Obwohl Turpin nur wenige „Rags“ in seinem Leben veröffentlichte, gilt sein Einfluss auf diese Musikrichtung als enorm.

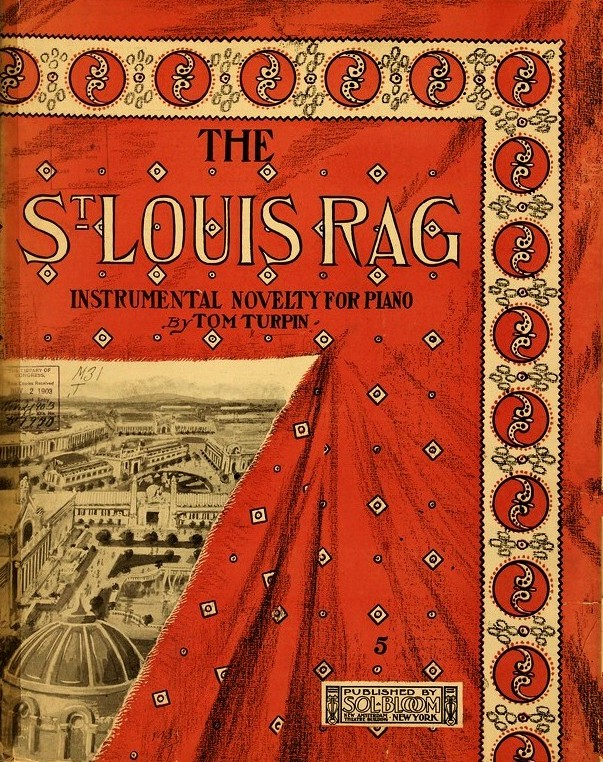
Sheet Music Cover von „St. Louis Rag“ (1903)

## Werke
- 1897 – Harlem Rag
- 1899 – The Bowery Buck
- 1900 – A Ragtime Nightmare
- 1903 – St. Louis Rag
- 1904 – The Buffalo Rag
- 1909 – Siwash (Indian intermezzo) (nicht veröffentlicht)
- 1914 – Pan-Am Rag
- 1917– When Sambo Goes to France